# George Ronsse
Georges Ronsse (Amberes, 4 de marzo de 1906-Berchem, 4 de julio de 1969) fue un deportista belga que compitió en ciclismo en las modalidades de ruta, pista y ciclocrós.
Ganó tres medallas en el Campeonato Mundial de Ciclismo en Ruta entre los años 1928 y 1930, dos medallas de bronce en el Campeonato Mundial de Ciclismo en Pista, en los años 1935 y 1936.

## Medallero internacional
| Campeonato Mundial | Campeonato Mundial | Campeonato Mundial | Campeonato Mundial |
| Año                | Lugar              | Medalla            | Competición        |
| ------------------ | ------------------ | ------------------ | ------------------ |
| 1928               | Budapest (Hungría) | Medalla de oro     | Ruta (P)           |
| 1929               | Zúrich (Suiza)     | Medalla de oro     | Ruta (P)           |
| 1930               | Lieja (Bélgica)    | Medalla de bronce  | Ruta (P)           |

| Campeonato Mundial | Campeonato Mundial | Campeonato Mundial | Campeonato Mundial |
| Año                | Lugar              | Medalla            | Competición        |
| ------------------ | ------------------ | ------------------ | ------------------ |
| 1935               | Bruselas (Bélgica) | Medalla de bronce  | Medio fondo (P)    |
| 1936               | Zúrich (Suiza)     | Medalla de bronce  | Medio fondo (P)    |

## Palmarés

### Ciclocrós
1927
- 2.º en el Campeonato de Bélgica de Ciclocrós

1929
- Campeonato de Bélgica de Ciclocrós

1930
- Campeonato de Bélgica de Ciclocrós

### Ruta
| 1925 - Lieja-Bastoña-Lieja - Schaal Sels 1927 - París-Roubaix - Burdeos-París - Scheldeprijs Vlaanderen 1928 - Campeonato Mundial en Ruta - París-Bruselas 1929 - Campeonato Mundial en Ruta - Burdeos-París - 2.º en el Campeonato de Bélgica en Ruta | 1930 - Burdeos-París - GP Wolber - Premio Nacional de Clausura - 3.º en el Campeonato Mundial en Ruta 1932 - 1 etapa del Tour de Francia 1933 - 2 etapas de la Vuelta a Bélgica |

### Pista
| 1934 - Campeonato de Bélgica de Medio fondo 1935 - 3.º en el Campeonato Mundial de Medio fondo - Campeonato de Bélgica de Medio fondo 1936 - 3.º en el Campeonato Mundial de Medio fondo - Campeonato de Bélgica de Medio fondo | 1937 - 3.º en el Campeonato de Bélgica de Medio fondo 1938 - 2.º en el Campeonato de Bélgica de Medio fondo |

## Resultados en Grandes Vueltas y Campeonatos del Mundo
Durante su carrera deportiva consiguió los siguientes puestos en las Grandes Vueltas y en los Campeonatos del Mundo en carretera:
| Carrera         | Carrera         | 1925 | 1926 | 1927 | 1928 | 1929 | 1930 | 1931 | 1932 | 1933 | 1934 | 1935 | 1936 | 1937 | 1938 |
| --------------- | --------------- | ---- | ---- | ---- | ---- | ---- | ---- | ---- | ---- | ---- | ---- | ---- | ---- | ---- | ---- |
|                 | Giro de Italia  | —    | —    | —    | —    | —    | —    | —    | —    | —    | —    | —    | —    | —    | —    |
|                 | Tour de Francia | —    | —    | —    | —    | —    | —    | —    | 5.º  | Ab.  | —    | —    | —    | —    | —    |
|                 | Vuelta a España | X    | X    | X    | X    | X    | X    | X    | X    | X    | X    | —    | —    | X    | X    |
| Mundial en Ruta | Mundial en Ruta | X    | X    | Ab.  | 1.º  | 1.º  | 3.º  | —    | —    | —    | —    | —    | —    | —    | —    |

Exp: expulsado por la organización

—: no participa 

Ab.: abandonó